# Goodison Park
Il Goodison Park è uno stadio calcistico inglese di Liverpool. Ha ospitato le partite casalinghe dell'Everton Football Club, che ne è anche proprietario, e dalla stagione 2025-26 ospiterà le partite della squadra femminile.
L'attuale capienza è di poco inferiore ai 40 000 posti contro i 60 000 ancora disponibili all'inizio degli anni '70 mentre il record di presenza risale al derby contro il Liverpool nel 1948: 78 299 spettatori.

## Storia

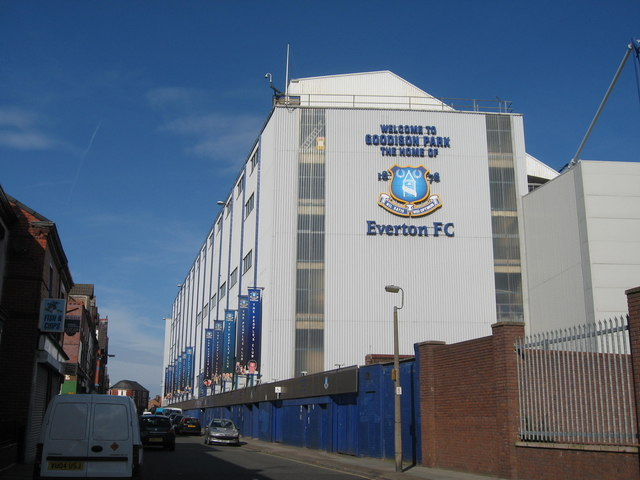
Vista esterna di Goodison Park nel 2007.

L'arrivo dell'Everton a Goodison Park coincide con la nascita del Liverpool, ovvero il 1892. Sino ad allora infatti l'Everton aveva giocato le sue gare casalinghe per otto anni niente meno che ad Anfield, il campo che diventerà sinonimo di Liverpool. Qui aveva anche vinto il suo primo titolo nella stagione 1890-91 ma, quando il proprietario del terreno di Anfield decise, con l'avvicinarsi della nuova stagione di aumentare di più del doppio l'affitto, l'Everton salutò e partì per trovare una nuova casa, che troverà a poche yards di distanza semplicemente attraverso Stanley Park, che tuttora divide i due impianti. In tempo per l'inizio del nuovo campionato vennero erette tre tribune di cui una coperta, portando Goodison Park ad un buon livello qualitativo tanto che qui si disputò la finale di F.A. Cup del 1894 tra Notts County e Bolton Wanderers. Solo nel 1907 venne costruito il quarto anello, quello verso Stanley park. Nel 1926 una tribuna di due piani sostituirà quella in legno datata 1895 su Bullens road. Nel 1938 per celebrare l'ultimazione del nuovo stand su Gwladys Street, giunse in visita re Giorgio VI ma dopo pochi anni i bombardamenti tedeschi danneggiarono seriamente l'intera struttura. Goodison Park riuscì almeno a ricevere un indennizzo al termine del conflitto mondiale, cosa che non accadde per tutti gli stadi inglesi bombardati.
Da ricordare che la casa dei Blues fu scelta per ospitare tre partite dei mondiali del 1966 più il sensazionale quarto di finale tra Portogallo e Corea oltre alla semifinale tra Germania Ovest e URSS. Goodison Park fu uno dei pochi stadi a non avere grossi problemi con il Rapporto Taylor; infatti sin dal 1993 il 90% dei posti era già tutto a sedere. Da segnalare che proprio le due tribune principali che si trovano lungo le linee laterali furono opera dell'architetto Leitch il quale “firmò” il progetto con la sua classica balconata a disegni diagonali ed incrociati.
Nel 2021 è stato approvato il progetto per il nuovo stadio, che sostituirà Goodison Park. Sarà situato sul molo del Bramley-Moore Dock ed entrerà in funzione con l'inizio della stagione 2025-2026.

## Settori
Il Goodison Park è diviso in quattro settori:
- Main Stand: la Main Stand è composta da tre anelli, completati nel 1971, al costo di un milione di sterline, seguenti alla demolizione delle precedenti strutture risalenti al 1909, chiamate "the Mauretania Stand" costruite dall'architetto Archibald Leitch. La Main Stand, che letteralmente in inglese significa "settore principale", è inoltre sede delle conferenze dopo partita e delle infermerie. Con nove suites ed undici stanze interne, il Goodison Park si trasforma in luogo per conferenze, matrimoni, incontri e feste.
- Gwladys Street End: la Gwladys Street, come la Bullens Road è composta da due anelli ed è divisa in Upper Gwladys and Lower Gwladys. Dietro la rete a nord del Goodison Park, la Lower Gwladys può essere denominata come il settore più infuocato e appassionato. In caso di vittoria alla monetina, ad inizio partita, il capitano dell'Everton sceglie sempre di giocare il secondo tempo di fronte alla Gwladys Street End, ormai tradizione sfociata in una sorta di superstizione. La Lower Gwladys (formalmente conosciuta anche come la "Gwladys Street Terrace" o "the Ground") fu completata di tutti i suoi posti a sedere solamente nel 1992.
- Bullens Road: la Bullens Road è composta da due anelli, progettati sempre dall'architetto Archibald Leitch[8] e completati nel 1926. Nella parte est, il settore è diviso in: Upper Bullens, Lower Bullens e "the Paddock". In origine, gli anelli con posti a sedere erano solamente due, la parte superiore ed il terrazzo inferiore. Il "The Paddock" fu reso settore con posti a sedere solamente nel 1963. La Bullen Road è anche sede del settore ospiti. L'angolo a nord è collegato con la Gwladys Street Stand.
- The Park End: nella parte Sud del Goodison Park, dietro la rete, si trova la Park End, confinante con lo Stanley Park di Liverpool.[9]

Successivamente alla decisione della UEFA di far ospitare gli Europei all'Inghilterra, il Goodison venne selezionato per ospitarne alcune partite. L'Everton decise così, di ammodernare la Park End scegliendo di dividerla in due anelli. Ma il secondo anello non fu mai costruito a causa degli insostenibili costi e dalla scelta del patron Peter Johnson di far rimanere la Park End un solo ed unico blocco.

## Dati statistici
Le cinque maggiori affluenze di pubblico per l'Everton a Goodison Park sono:
| Data              | Competizione | Avversario     | Spettatori |
| ----------------- | ------------ | -------------- | ---------- |
| 18 settembre 1948 | Division One | Liverpool      | 78.299     |
| 14 febbraio 1953  | FA Cup       | Manchester Utd | 77.920     |
| 28 agosto 1954    | Division One | Preston N.E.   | 76.839     |
| 29 gennaio 1958   | FA Cup       | Blackburn      | 75.818     |
| 27 dicembre 1954  | Division One | Wolverhampton  | 75.322     |

Le cinque partite con minor affluenza sono invece:
| Data             | Competizione     | Avversario      | Spettatori |
| ---------------- | ---------------- | --------------- | ---------- |
| 20 dicembre 1988 | Full Members Cup | Millwall        | 3.703      |
| 1º ottobre 1991  | Full Members Cup | Oldham Athletic | 4.588      |
| 22 gennaio 1991  | Full Members Cup | Sunderland      | 4.609      |
| 16 febbraio 1988 | Full Members Cup | Luton Town      | 5.204      |
| 28 febbraio 1989 | Full Members Cup | QPR             | 7.072      |

## Incontri di rilievo
Risultato della finale di FA Cup giocata al Goodison Park
| Anno | Spettatori | Vincitore     | Finalista | Risultato |
| ---- | ---------- | ------------- | --------- | --------- |
| 1894 | 37.000     | Notts County  | Bolton    | 4-1       |
| 1910 | 37.000     | Newcastle Utd | Barnsley  | 2-0       |

Altre partite importanti giocati al Goodison Park
| Data              | Competizione                         | "Home" Team             |    | "Away" Team         |   |
| ----------------- | ------------------------------------ | ----------------------- | -- | ------------------- | - |
| 21 aprile 1894    | Inter-League Match                   | Football League         | 1  | Scottish League     | 1 |
| 6 aprile 1895     | Torneo Interbritannico               | Inghilterra             | 3  | Scozia              | 0 |
| 21 marzo 1896     | F.A. Cup Semifinale                  | Bolton                  | 1  | Sheffield Weds      | 1 |
| 11 aprile 1896    | Inter League Match                   | Football League         | 5  | Scottish League     | 1 |
| 21 marzo 1903     | F.A. Cup Semifinale                  | Bury                    | 3  | Aston Villa         | 0 |
| 13 marzo 1904     | F.A. Cup Semifinale                  | Manchester City         | 3  | Sheffield Weds      | 0 |
| 16 febbraio 1907  | Torneo Interbritannico               | Inghilterra             | 1  | Irlanda             | 0 |
| 1º aprile 1911    | Torneo Interbritannico               | Inghilterra             | 1  | Scozia              | 1 |
| 1º aprile 1914    | F.A. Cup Semifinale                  | Burnley                 | 1  | Sheffield Utd       | 0 |
| 22 ottobre 1924   | Torneo Interbritannico               | Inghilterra             | 3  | Irlanda del Nord    | 0 |
| 14 marzo 1925     | Inter-League Match                   | Football League         | 4  | Scottish League     | 3 |
| 26 marzo 1928     | F.A. Cup Semifinale                  | Huddersfield Town       | 0  | Sheffield Utd       | 0 |
| 22 ottobre 1928   | Torneo Interbritannico               | Inghilterra             | 2  | Irlanda del Nord    | 1 |
| 25 settembre 1929 | Inter-League Match                   | Football League         | 7  | Irish League        | 2 |
| 3 dicembre 1934   | F.A. Cup 1º turno                    | New Brighton            | 2  | Southport           | 1 |
| 6 febbraio 1935   | Torneo Interbritannico               | Inghilterra             | 2  | Irlanda del Nord    | 1 |
| 11 maggio 1935    | Inter-League Match                   | Football League         | 10 | Galles & Irlanda    | 2 |
| 21 ottobre 1936   | Inter-League Match                   | Football League         | 2  | Scottish League     | 0 |
| 4 novembre 1939   | Representative Match                 | Football League         | 3  | All British XI      | 3 |
| 19 febbraio 1947  | Inter-League Match                   | Football League         | 4  | Irish League        | 2 |
| 5 novembre 1947   | Torneo Interbritannico               | Inghilterra             | 2  | Irlanda del Nord    | 2 |
| 24 gennaio 1948   | F.A. Cup 4º turno                    | Manchester Utd          | 3  | Liverpool           | 0 |
| 2 aprile 1949     | F.A. Cup Semifinale                  | Wolverhampton           | 1  | Manchester Utd      | 0 |
| 21 settembre 1949 | Amichevole Internazionale            | Inghilterra             | 0  | Irlanda             | 2 |
| 14 marzo 1951     | F.A. Cup Semifinale                  | Blackpool               | 2  | Birmingham City     | 1 |
| 19 maggio 1951    | Amichevole Internazionale            | Inghilterra             | 5  | Portogallo          | 2 |
| 10 ottobre 1951   | Inter-League Match                   | Football League         | 9  | League of Ireland   | 2 |
| 11 novembre 1953  | Torneo Interbritannico               | Inghilterra             | 1  | Irlanda del Nord    | 1 |
| 7 dicembre 1955   | Inter-League Match                   | Football League         | 5  | League of Ireland   | 1 |
| 15 gennaio 1958   | U23 International                    | Inghilterra u23         | 3  | Scozia u23          | 1 |
| 23 settembre 1959 | U23 International                    | Inghilterra u23         | 0  | Ungheria u23        | 1 |
| 8 febbraio 1961   | U23 International                    | Inghilterra u23         | 2  | Galles u23          | 0 |
| 5 gennaio 1966    | Amichevole Internazionale            | Inghilterra             | 1  | Polonia             | 1 |
| 12 luglio 1966    | Campionato mondiale Finale Gruppo C  | Brasile                 | 2  | Bulgaria            | 0 |
| 15 luglio 1966    | Campionato mondiale Finale Group C   | Brasile                 | 0  | Ungheria            | 3 |
| 19 luglio 1966    | Campionato mondiale Finale Group C   | Portogallo              | 3  | Brasile             | 1 |
| 23 luglio 1966    | Campionato mondiale Quarti di Finale | Portogallo              | 5  | Corea del Nord      | 3 |
| 25 luglio 1966    | Campionato mondiale Semifinale       | Germania Ovest          | 2  | Unione Sovietica    | 1 |
| 1º maggio 1968    | U23 International                    | Inghilterra u23         | 4  | Ungheria u23        | 0 |
| 30 novembre 1970  | F.A. Cup 1º turno                    | Tranmere                | 0  | Scunthorpe Utd      | 1 |
| 19 aprile 1972    | F.A. Cup Semifinale                  | Arsenal                 | 2  | Stoke City          | 1 |
| 12 maggio 1973    | Torneo Interbritannico               | Irlanda del Nord        | 1  | Inghilterra         | 2 |
| 19 maggio 1973    | Torneo Interbritannico               | Irlanda del Nord        | 1  | Galles              | 0 |
| 18 marzo 1974     | F.A. Cup 6º turno                    | Newcastle Utd           | 0  | Nottingham Forest   | 0 |
| 21 marzo 1974     | F.A. Cup 6º turno                    | Nottingham Forest       | 0  | Newcastle Utd       | 1 |
| 4 aprile 1979     | F.A. Cup Semifinale                  | Manchester Utd          | 1  | Liverpool           | 0 |
| 17 maggio 1983    | Campionato UEFA U18 Finale Group A   | Germania dell'Ovest u18 | 3  | Bulgaria u18        | 1 |
| 13 aprile 1985    | F.A. Cup Semifinale                  | Manchester Utd          | 2  | Liverpool           | 2 |
| 6 aprile 1989     | U18 International                    | Inghilterra u18         | 0  | Svizzera u18        | 0 |
| 13 novembre 1993  | F.A. Cup 1º turno                    | Knowsley United         | 1  | Carlisle United     | 4 |
| 6 giugno 1995     | Umbro Cup                            | Brasile                 | 3  | Giappone            | 0 |
| 9 settembre 2003  | Europeo U21 Qualificazione           | Inghilterra under 21    | 1  | Portogallo under 21 | 1 |